# (705) Erminia
(705) Erminia ist ein Asteroid des Hauptgürtels, der am 6. Oktober 1910 vom deutschen Astronomen Emil Ernst in Heidelberg entdeckt wurde.
Der Asteroid wurde nach der Oper Erminie von Edward Jakobowski aus dem Jahre 1885 benannt, die auf Charles Selbys Melodram Robert Macaire aus dem Jahre 1834 fusst.